# María Isabel Tuca García
María Isabel Tuca García (16 de diciembre de 1939-16 de abril de 2018) fue una arquitecta chilena, egresada de la Facultad de Arquitectura y Urbanismo de la Universidad de Chile el 22 de diciembre de 1964. Perteneció a una familia de arquitectos y artistas que realizaron grandes aportes al país; su hermano José Tuca y su esposo Álvaro Guridi también se destacaron en el campo de la arquitectura.

## Primeros años
María Isabel estudió Arquitectura en la Universidad de Chile entre los años 1960 y 1964, titulándose en diciembre de este mismo, en la época en que esta facultad funcionaba en el Campus Cerrillos, en la comuna del mismo nombre. Allí, fue alumna de Roberto Dávila. Luego de titularse, cursó estudios de postgrado en Diseño Urbano en España. A su regreso a Chile, impartió clases de Expresión Gráfica, para luego convertirse en profesora del curso de Taller en la misma universidad donde ella estudió.

## Trayectoria académica
En paralelo con su ejercicio académico en el Departamento de Diseño Arquitectónico de la Facultad de Arquitectura y Urbanismo, María Isabel Tuca fue Directora de la Escuela de Arquitectura de la Universidad de Chile entre 1988 y 1993; Directora del Departamento de Diseño entre 1993 y 1998; del Instituto de Isla de Pascua, entre 1986 y 1988; y miembro del Consejo de su facultad, desde 1986.

## Trayectoria gremial y privada
María Isabel Tuca tuvo también una carrera en el mundo privado. Junto a su marido, el también arquitecto Álvaro Guridi, formaron la oficina de arquitectura Guridi-Tuca, con un énfasis en el diseño y proyección de viviendas particulares. 
Dirigió además la muestra de la Bienal de Arquitectura de 1997 Espacio Público: Vigencia y destino, e integró el Consejo Editor de la Revista CA del Colegio de Arquitectos.
En el ámbito gremial, fue nombrada vicepresidenta y, posteriormente, presidenta del Colegio de Arquitectos de Chile durante el período 2000-2002, convirtiéndose así en la segunda mujer en ocupar el cargo desde 1942, después de Eliana Caraball. 

## Últimos años
En 2017, en reconocimiento a su aporte a la arquitectura, a la Universidad de Chile y a la enseñanza de la disciplina, recibe el premio Brunet de Baines, junto a María Isabel Pavez y Sylvia Pirotte, convirtiéndose éstas en las primeras mujeres arquitectas en obtener este reconocimiento, desde la instauración de este premio en 2003.
María Isabel Tuca falleció el lunes 16 de abril de 2018, en Santiago, a los 78 años de edad.